# Walther Schreiber

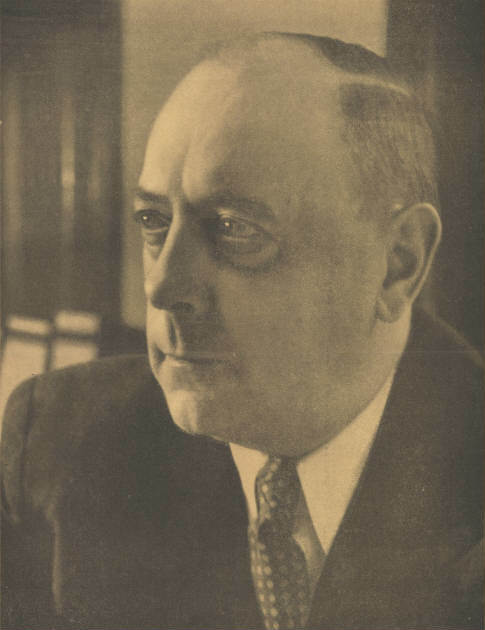
Walther Schreiber

Walther Schreiber (ur. 10 czerwca 1884 w Pustleben, dziś Wipperdorf, zm. 30 czerwca 1958 w Berlinie) – niemiecki polityk, minister handlu i przemysłu kraju związkowego Prusy oraz burmistrz Berlina Zachodniego.

## Życiorys
Schreiber uczęszczał do szkoły średniej w Weimarze. W Monachium, Halle (Saale), Berlinie i Grenoble studiował prawo i nauki polityczne. Po ukończeniu studiów, w latach 1911–1925 pracował jako adwokat i notariusz w Halle (Saale). Po wybuchu I wojny światowej powołany do wojska, awansował do stopnia porucznika. W grudniu 1918 roku był delegatem żołnierzy frontowych na Kongresie Rad Robotniczych i Żołnierskich w Berlinie.
W 1919 roku wybrany do Landtagu Prus z list Niemieckiej Partii Demokratycznej, mandat sprawował do 1933 roku. W latach 1932–1933 minister handlu i przemysłu kraju związkowego Prusy. Od 1934 roku kontynuował karierę prawniczą w Berlinie.
Po II wojnie światowej współtworzył Unię Chrześcijańsko-Demokratyczną w radzieckiej strefie okupacyjnej (CDU-Ost). Schreiber głośno krytykował wprowadzenie w radzieckim sektorze okupacyjnym reformy rolnej, wobec czego musiał zrezygnować z szefowania berlińskiemu oddziałowi partii z powodu nacisków radzieckiej administracji wojskowej. W 1946 roku został członkiem Zgromadzenia Radnych Miejskich Berlina.
W 1948 roku zrezygnował z członkostwa w CDU-Ost po rezygnacji Jakoba Kaisera z kierowania partią. Przeniósł się do zachodnich sektorów Berlina. Tam przystąpił do zachodnioniemieckiej CDU. W 1951 roku wybrany do Izby Deputowanych Berlina, został szefem CDU w miejskim parlamencie. Po śmierci Ernsta Reutera wybrany burmistrzem Berlina Zachodniego, urząd sprawował od 1953 do 1955 roku.